# Endria lassus
Endria lassus är en insektsart som beskrevs av Ball 1916. Endria lassus ingår i släktet Endria och familjen dvärgstritar. Inga underarter finns listade i Catalogue of Life.